# Siersza (gromada)
Siersza – dawna gromada, czyli najmniejsza jednostka podziału terytorialnego Polskiej Rzeczypospolitej Ludowej w latach 1954–1972.
Gromady, z gromadzkimi radami narodowymi (GRN) jako organami władzy najniższego stopnia na wsi, funkcjonowały od reformy reorganizującej administrację wiejską przeprowadzonej jesienią 1954 do momentu ich zniesienia z dniem 1 stycznia 1973, tym samym wypierając organizację gminną w latach 1954–1972.
Gromadę Siersza z siedzibą GRN w Sierszy (wówczas wsi, obecnie jest to osiedle) utworzono – jako jedną z 8759 gromad na obszarze Polski – w powiecie chrzanowskim w woj. krakowskim, na mocy uchwały nr 20/IV/54 WRN w Krakowie z dnia 6 października 1954. W skład jednostki weszły obszary dotychczasowych gromad Góry Luszowskie i Siersza oraz przysiółek Stara Góra z dotychczasowej gromady Luszowice i przysiółek Gaj z dotychczasowej gromady Myślachowice ze zniesionej gminy Trzebinia, a także przysiółek Stara Maszyna z dotychczasowej gromady Ciężkowice ze zniesionej gminy Szczakowa w tymże powiecie. Dla gromady ustalono 27 członków gromadzkiej rady narodowej.
Gromadę Siersza zniesiono 1 stycznia 1958 w związku z nadaniem jej statusu osiedla (tracąc go 1 stycznia 1969 przez włączenie do Trzebini, którą równocześnie przemianowano na Trzebinia-Siersza).